# مالیمید
مالیمید (به انگلیسی: Maleimide) با فرمول شیمیایی C4H3NO2 یک ترکیب شیمیایی با شناسه پاب‌کم 9625 است. که جرم مولی آن ۹۷٫۰۷ گرم بر مول می‌باشد. 